# Аристогитон (оратор)
Аристогито́н (др.-греч. Ἀριστογείτων) — афинский оратор и сикофант IV века до н. э.
Сведения о жизни Аристогитона отрывочны и известны преимущественно из судебных речей его политических оппонентов Демосфена и Динарха. В античной традиции Аристогитон представлен в крайне негативных тонах. При описании жизненного пути Аристогитона Демосфен дал наиболее яркий и запоминающийся образ сикофанта во всей древнегреческой литературе. Современные историки не столь однозначны в оценках. Аристогитон также запомнился как прекрасный оратор, один из наиболее талантливых представителей промакедонской партии Афин второй половины IV века до н. э.

## Биография
Аристогитон родился около 370 года до н. э. в семье Кидимаха и некой вольноотпущенницы. Отец Аристогитона был приговорён к смертной казни, но смог бежать на Эвбею в Эретрию, где и умер. По утверждению Динарха, Аристогитон никак не помогал отцу в изгнании и даже после смерти не оказал ему соответствующих почестей.
Сведения о жизни Аристогитона отрывочны. Историк Р. Сили выделяет пять эпизодов из его биографии:
1. Первое тюремное заключение. В 338 году до н. э., когда афиняне готовились к сражению с македонянами, Аристогитон сидел в тюрьме[5]. До этого его отца Кидимаха приговорили к смерти, но он бежал в Эретрию. Обстоятельства дела неизвестны, однако можно предположить, что Аристогитон был каким-то образом замешан в деле, по которому осудили его отца[6];
2. Аристогитон был избран портовым эпимелетом, но не прошёл процедуры докимасии[7][6];
3. Несколько штрафов за лживые обвинения. Сначала Аристогитона присудили к штрафу в пять талантов, а затем ещё в тысячу драхм[8];
4. Аристогитон не выплатил вовремя штраф, после чего тот удвоился. Тогда, в счёт уплаты штрафа, Аристогитон отдал государству свой участок, который выкупил его брат Евном. Евном добился права выплачивать необходимую сумму в течение десяти лет. Однако, он совершил лишь две выплаты. Аристогитон в это время продолжал выступать на Народных собраниях и судах. Ликург и Демосфен подали на Аристогитона в суд, так как, по их мнению, Аристогитон оставался должником и соответственно терял часть гражданских прав, в том числе и права выступать в качестве обвинителя на судах и оратора на Народных собраниях. Сохранились две речи Демосфена «Против Аристогитона», однако их аутентичность вызывает большие сомнения. Предположительно Аристогитон выиграл суд[9];
5. В 324 году Аристогитон оказался замешан в историю с Гарпалом. Опасаясь опалы, друг Александра и казначей Македонской империи Гарпал ограбил казну и прибыл в Афины. Там он обратился к Народному собранию с просьбой предоставить убежище. Свои сокровища Гарпал использовал для подкупа ораторов. После ареста, а затем бегства Гарпала из Афин, началось расследование причастных к расхищению царских сокровищ, которые оказались в Афинах. Рассмотрение дела было длительным, проходило по процедуре апофасиса[нем.] и заняло около полугода. Динарх определил сумму, которая якобы досталась Аристогитону от Гарпала, в 20 мин[10][3]. В отличие от Демосфена и Гиперида, которых также обвинили в получении взяток от Гарпала, Аристогитон был оправдан[9].

Исходя из вышеизложенного Р. Сили отмечает, что Аристогитон относился к богатым гражданам Афин, о чём свидетельствует наличие у него участка, который оценили в десять талантов. Также, он принадлежал к оппонентам антимакедонских политиков Демосфена и Гиперида и, соответственно, поддерживал промакедонского Фокиона. На Гиперида Аристогитон подал жалобу на противозаконие за предложение дать гражданские права неполноправным жителям Аттики метэкам и освободить рабов, чтобы противостоять македонянам после поражения при Херонее. Эту судебную тяжбу Аристогитон проиграл, а Гиперид был оправдан.
Согласно Суде и Плутарху, в конечном итоге афиняне казнили Аристогитона. Плутарх даже приводит легенду о том, как приговорённый к казни просил прийти к нему Фокиона. Друзья последнего не хотели пускать того к такому негодяю, которым считали Аристогитона. На это Фокион ответил: «Оставьте, где, как не в тюрьме, мне приятнее всего разговаривать с Аристогитоном?»

## Речи
Ни одна из речей Аристогитона не сохранилась. Согласно византийскому энциклопедическому словарю X века «Суда» Аристогитон был автором по меньшей мере семи речей: «Апология против Демосфена-стратега», «Апология против Ликурга», «Против Тимофея», «Против Тимарха», «Против Гиперида», «Против Фрасила», «О сиротстве». Афиней упоминает речь «Против Фрины», Фотий — защитную речь от обвинений Ликурга и Демосфена. Псевдо-Плутарх считал, что как минимум несколько из приписываемых Динарху 64 речей принадлежали Аристогитону.
Несколько сохранившихся фрагментов из речей Аристогитона собраны в сборнике «Oratores Attici».

## Оценки
Он проходит через рыночную площадь подобно змее или скорпиону, подняв жало, озираясь по сторонам и выбирая, кого бы оклеветать, кому бы причинить горе или какое-либо другое зло, кого ввергнуть в страх, у кого выманить деньги. Он необщителен, неудачлив, у него нет друзей. Ему не свойственны ни благодарность, ни любовь, ни что-либо другое из того, что присуще уравновешенным людям.
В античных источниках дана весьма негативная характеристика Аристогитона. По мнению историка Т. В. Кудрявцевой, при описании Аристогитона Демосфен дал наиболее яркий и запоминающийся образ сикофанта во всей древнегреческой литературе. Эта категория людей представляла собой профессиональных обвинителей, которые были заняты выискиванием жертвы-нарушителя, чтобы подать на неё в суд. При успешном обвинении сикофант получал часть штрафа. Зачастую жертва предпочитала откупаться от сикофанта, чтобы сберечь время и не подвергать себя судебным рискам. Сикофантия несла определённые риски. Если обвинение поддерживали менее пятой части судей, то штраф накладывали уже на сикофанта и запрещали ему на будущее инициировать судебные иски. Демосфен в своей речи перечислил массу преступлений Аристогитона: бросил своего отца в тюрьме и даже не похоронил его, а против тех, кто оплатил похороны, возбудил иск; предал свою возлюбленную; продал свою сводную сестру; будучи в тюрьме как государственный должник, украл у своего сокамерника некий документ и откусил нос; был осуждён как за сикофантию, так и по жалобам о противозаконии. Динарх утверждал, что в тюрьме Аристогитон провёл больше времени, чем вне её. Плутарх писал, что Аристогитон, «всегда воинственно гремевший в Собрании и подстрекавший народ к решительным действиям», в момент призыва первым уклонился от службы.
В русле античной традиции историк Г. Берве охарактеризовал Аристогитона «самым бессовестным демагогом и сикофантом своего времени», повторяя обвинения его политических оппонентов.
Современные историки не столь однозначны в оценках Аристогитона. Сведения о его жизни известны лишь из судебных речей его талантливых политических оппонентов Демосфена и Динарха. Соответственно, по мнению Р. Сили, они являются небеспристрастными и не отображают действительность.
В отличие от других античных источников, которые изображали Аристогитона исключительно в негативном ключе, Квинтилиан поставил его на один уровень со знаменитыми ораторами того времени Антифонтом, Исеем и Ликургом. Историк К. Ю. Белох назвал Аристогитона «самым даровитым из ораторов» промакедонской партии и соответственно самым талантливым из оппонентов Демосфена и Гиперида.

### Исследования
- Белох К. Ю. Греческая история: в 2 т. / пер. с нем. М. О. Гершензона; под ред. и со вступ. ст. Ю. И. Семёнова.. — М.: Государственная публичная историческая библиотека России, 2009. — Т. 2: Кончая Аристотелем и завоеванием Азии. — ISBN 978-5-85209-215-1.
- Кудрявцева Т. В. Сикофанты и афинская демократия // Вестник древней истории. — М.: Наука, 2007. — Вып. 261, № 2. — С. 174.
- Berve H. 122. Ἀριστογείτων // Das Alexanderreich auf prosopographischer Grundlage (нем.). — München: C. H. Beck`sche Verlagsbuchhandlung, 1926. — Vol. 2. — P. 66.
- Heckel W. Aristogeiton 1 // Who's Who in the Age of Alexander the Great: Prosopography of Alexander's Empire (англ.). — Malden; Oxford; Carlton: Blackwell Publishing, 2006. — P. 47. — ISBN 1-4051-1210-7.
- XLIX. ΑΡΙΣΤΟΓΕΙΤΩΝ // Oratores Attici: Scholia, fragmenta, indices (англ.). — Turici: Impensis S. Hoehrii, 1850. — Vol. 2. — P. 309—310.
- Sealey R.[англ.]. Who was Aristogeiton? // Bulletin of the Institute of Classical Studies. — Oxford University Press, 1960. — Т. 7, вып. 1. — С. 33—43. — doi:10.1111/j.2041-5370.1960.tb00633.x. — JSTOR 43645961.
- Thalheim T.[нем.]. Aristogeiton 2 // Paulys Realencyclopädie der classischen Altertumswissenschaft :  [нем.] / Georg Wissowa. — Stuttgart : J. B. Metzler’sche Verlagsbuchhandlung, 1895. — Bd. II, Erste Hälfte (II, 2). — Kol. 931—932.